# 大本彩乃
大本彩乃（日语：／ Ohmoto Ayano，1988年9月20日—）是出身自日本廣島縣福山市的歌手。流行電子音樂組合Perfume的成員。暱稱Nocchi（のっち）。畢業於堀越高等學校。之後與成員樫野有香（Kashiyuka）就讀於同一所大學，因為工作忙碌的緣故於2011年休學。身高164cm。髮型是三人中唯一的短髮。

## 來歷
與西脇綾香、樫野有香同樣是廣島演藝學校的第一期學生。小學6年級的時候屬於一個叫「Happy Baby」的團體。在2000年的向日葵花節上演出，與最初期的Perfume（當時稱為ぱふゅ〜む）首次見面。
2001年夏天，Perfume的其中一位成員離開以後，西脇和西脇的父母、樫野的父母及演藝學校的講師，經過多次討論後，決定找唱歌和跳舞都非常擅長，年齡和體型都和同級生也相當接近的大本加入。當時大本仍屬於別的團體，她被西脇稱為「學校裡No.1的歌姫」。由於她們很早之前已經認識，西脇有一次在電梯內問大本「要不要加入Perfume？」，大本馬上回答「我要加入！我要加入！」，一邊大口吃著巧克力麵包棒，一邊高興地答應。
2002年，擔任了強生的潔面泡沫「Clean&Clear」的形象代言人。
暱稱『のっち』是從『あやのっち（彩乃っち）』→『やのっち』→『のっち』這樣變化而來的。
NOCCHi的常規頁面“NOCCHi要玩遊戲！” 在日本音樂新聞網站“Ogaku Natalie”於2020年1月1日發布。

## 人物
- 出生於福山市，說的是福山的方言，與廣島的方言不同，是成員中最少使用廣島腔的一個，除了和成員談話外，其他時候幾乎不會使用。與大學的朋友談話時都是用共通語（首都的方言），這點跟樫野一樣。[1][2][3][11]
- 相當內向
- 興趣是看漫畫，曾在訪問中表示很喜歡「琴之森」這部作品。
- 是成員中話最少的。[12]與非常易哭的西脇給人的印象完全相反，給人冷靜的感覺，在觀眾面前（例如演唱會時）幾乎不會哭。
- 時常在其他成員的談話當中就忘記了訪問的主題。於廣播節目裡也會頻繁地讀錯寫在紙上的原稿，十分「我行我素」[13]。想法和說話內容與一般人不太一樣（西脇和樫野都這樣認為）。認識她很久的人也有「搞不清楚她在想什麼這一點很有趣」這樣的評語。
- 在廣播節目裡面，會扮演「對什麼都感興趣的Nocchi小朋友」（樫野是「Kashiyuka老婆婆」。西脇是「好奇姬」、「好奇的DJ」、「Ba~chan」）這樣的角色。
- 唱卡啦OK時拿手的歌曲是椎名林檎的《丸內虐待狂》[14]和YUI的《LIFE》[15]。
- 喜歡的電視節目是《內村製作》（朝日電視台），她表示「聽說節目要結束時實在無法相信」。現在喜歡的節目是同電視台的[16]。
- 内村光良(ウッチャンナンチャン)、中田敦彦(Oriental Radio)、德井義實(Tutorial)和道重沙由美(早安少女组。)都自稱是大本的粉絲。[17][18][19][20]

## 關連項目
- Perfume
- 西脇綾香
- 樫野有香
- Amuse